# Island in the Sun (Weezer)
Island in the Sun is een nummer van de Amerikaanse rockband Weezer uit 2001. Het is de tweede single van hun titelloze derde studioalbum, dat ook bekendstaat als Green Album.

## Achtergrondinformatie
"Island in the Sun" was oorspronkelijk niet bedoeld voor het album, maar op aandringen van producer Ric Ocasek haalde de plaat het album toch. De ruige gitaren, die een prominente rol hebben op het album, worden op dit nummer even geparkeerd en maken plaats voor een relaxter en dromeriger geluid. Hierdoor wordt het nummer gezien als de zachtere kant van het album. In de tekst fantaseert frontman Rivers Cuomo over een reis met zijn geliefde naar een zonnig eiland. Hij stelt zich voor hoe hij ontsnapt aan zijn zorgen, die door de golven worden weggespoeld.
In tegenstelling tot veel Weezer-nummers heeft het nummer geen diepere betekenis, waardoor het werd één van hun populairste nummers werd. Het nummer staat bekend om de continue herhaling van de woorden "Hip, Hip", wat makkelijk mee te zingen is. Hierdoor groeide "Island In The Sun" uit tot een concertfavoriet, gespeeld bij vrijwel elk Weezer-concert. De plaat werd echter nooit een hit in de VS. Ook in het Nederlandse taalgebied werden geen hitlijsten gehaald, maar desondanks geniet het wel veel bekendheid. Toch is er aan erkenning geen gebrek; in 2013 werd het nummer door muziektijdschrift Rolling Stone uitgeroepen tot 46e beste zomernummer aller tijden.

## Tracklijst
- CD1

1. "Island in the Sun" - 3:20
2. "Oh, Lisa" - 2:45
3. "Always" - 2:05
4. "Island in the Sun" (CD-ROM video)

- CD2

1. "Island in the Sun" - 3:20
2. "Sugar Booger" - 3:40
3. "Brightening Day" - 2:11